# Dienstuhr Heer
Dienstuhr Heer – zegarek służbowy wojsk lądowych Wehrmachtu, używany w czasie II wojny światowej.
Wehrmacht stosując taktykę wojny błyskawicznej musiał oznaczać dokładne godziny dla na przykład koordynowania ostrzału artyleryjskiego podczas operacji wojskowych, co wymagało posiadanie dużej ilości zegarków dla żołnierzy, dla których zgranie w czasie było bardzo istotne. Oprócz firm niemieckich takich jak Hanhart, Junghans i Kienzle Uhren produkcją zegarków dla Wehrmachtu zajmowały się firmy szwajcarskie takie jak Alpina, Longines, Minerva, Mulco, Record, Silvana, Solvil et Titus, Zenith i inne.

## Opis
Wehrmacht wprowadził dla oficerów, podoficerów i żołnierzy zegarki kieszonkowe jak i na rękę. Specyfikacja Naczelnego Dowództwa Wojsk Lądowych (OKH), w sposób bardzo szczegółowy opisywała wygląd zegarków: 

Metalowy korpus wykończony na barwę matowosrebrną z przykręcanym wieczkiem służącym do przeprowadzenia napraw i konserwacji wyposażonym w 3 lub 6 rowków ułatwiających otwieranie. Tarcza barwy czarnej podzielona na 12 godzin cyframi arabskimi z sekundnikiem na godzinie szóstej.

 Cyfry malowano farbą fosforyzującą, co miało ułatwiać posługiwanie się zegarkiem w nocy. Pasek z niklowaną klamrą wykonywano najczęściej z brązowej skóry. Teleskop zastąpiono kutym mocowaniem, co miało zabezpieczać zegarek przed zgubieniem, gdyby urwał się pasek. Na odwrocie wybijano litery „D” (co oznacza Dienstuhr – zegarek służbowy, lub Deutsches – niemiecki), oraz „H” oznaczające Heeres (wojska lądowe), razem z numerem kontraktu i innymi danymi, jak Stahl Boden na zegarkach ze stalową kopertą lub Wasserdicht na zegarkach wodoodpornych.